# Похищение саксонских принцев

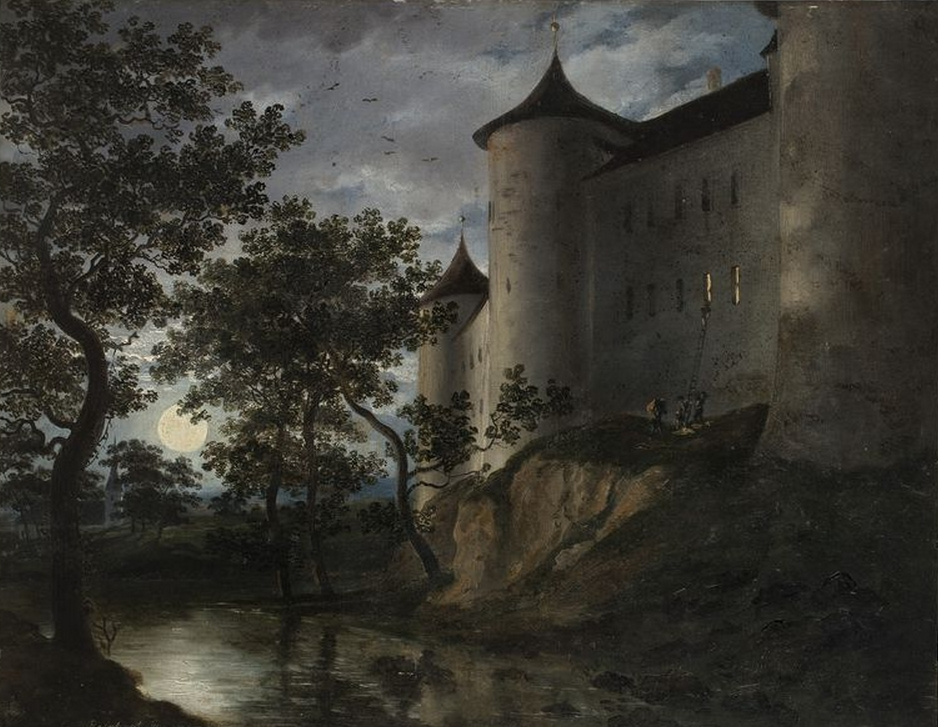
Картина Иоганна Кристиана Рейнхарта, изображающая похищение принцев из Альтенбургского замка (1785)

Похищение саксонских принцев (нем. Sächsicher Prinzenraub, также Altenburger Prinzenraub) — историческое событие саксонско-тюрингенской истории, в ходе которого в ночь с 7 на 8 июля 1455 года рыцарь Кунц фон Кауффунген (нем. Kunz von Kauffungen, собственно Konrad von Kaufungen (ок. 1410—1455)) похитил наследных принцев Эрнста и Альбрехта из саксонской династии Веттинов. Конечной целью акции была попытка вынудить курфюрста Фридриха II Кроткого компенсировать территориальные и финансовые потери, понесённые Кунцем фон Кауффунгеном в ходе Саксонской братской войны.

## Предыстория конфликта
Нараставшие противоречия между Кунцем фон Кауффунгеном и саксонским курфюрстом, вылившиеся в похищение принцев, восходили ко временам Саксонской братской войны 1446—1449 годов. Кунц фон Кауффунген, вероятно, по просьбе Фридриха II выступавший на его стороне, попал в плен, и должен был выплатить за своё освобождение 4 тысячи гульденов. По окончании конфликта фон Кауффунген потребовал от курфюрста возмещения этой суммы, а также компенсацию за свои разорённые владения в Тюрингии и за отчуждённое имение в Швайкерсхайне (в настоящее время — в составе общины Эрлау (Саксония)). Фридрих II, однако, платить отказался, указывая, что Кунц фон Кауффунген принимал участие в войне добровольно. Дело дошло до судебного разбирательства: при этом суды Магдебурга и Фридберга встали на сторону фон Кауффунгена, в то время как суд в Лейпциге признал правоту саксонского курфюрста. И именно решение последнего было действительно на территории Саксонии.

## Ход событий
Видимо, предвидя неудачный исход юридического разбирательства в Саксонии, Кунц фон Кауффунген — вместе с Вильгельмом фон Мозеном и Вильгельмом фон Шёнфельсом — разработал план похищения, и 6 июля формально объявил о разрыве с курфюрстом. Пользуясь отсутствием Фридриха II и саксонского двора, а также своими связями, Кунц фон Кауффунген в ночь с 7 на 8 июля 1455 года с 30 сообщниками проник в Альтенбургский замок и смог выкрасть наследных принцев. Впрочем, это событие не осталось незамеченным, и в Саксонии была объявлена тревога, за исключением городов Цвиккау и Хемниц, глав которых фон Кауффунген просил о поддержке.
Разделившись, похитители намеревались переправить принцев в безопасную Богемию, имея в виду получение выкупа. При этом Вильгельм фон Мозен и Вильгельм фон Шёнфельс с принцем Эрнстом следовали через Фогтланд, а Кунц фон Кауффунген выбрал маршрут через Штольберг и Тальхайм. Уже в тот же день Кунц фон Кауффунген и его попутчики были схвачены около монастыря Грюнхайн (нем. Kloster Grünhain). Тем временем Мозен и Шёнфельс достигли города Хартенштайн и, узнав о пленении фон Кауффунгена, спрятали принца Эрнста в бывшей каменоломне. Опасаясь окончательного провала плана, они вступили в переговоры с Фридрихом фон Шёнбургом, и смогли добиться освобождения от преследования при условии освобождения принца Эрнста и высылки из Саксонии.
Кунц фон Кауффунген, обвинённый судом в Фрайберге в государственной измене, уже 13 июля 1455 года был приговорён к смертной казни, и вместе со своими приспешниками был обезглавлен на следующий день на фрайбергском Верхнем рынке.
В качестве благодарности за чудесное спасение принцев, курфюрст Фридрих и его жена Маргарита предприняли 15 июля паломничество к коллегиальной церкви в Эберсдорфе (в настоящее время — район Хемница), пожертвовав церкви новый алтарь, а также одеяния принцев и головной убор углежога, разоблачившего Кунца фон Кауффунгена, которые до сих пор можно увидеть в церкви.